# Udea karagaialis
Udea karagaialis is een vlinder uit de familie van de grasmotten (Crambidae), uit de onderfamilie van de Spilomelinae. De wetenschappelijke naam van deze soort is voor het eerst voorgesteld als Pionea fulcrialis var. karagaialis door Aristide Caradja in een publicatie uit 1916.
De soort komt voor in Kirgizië.